# Hypoplectrodes huntii
Hypoplectrodes huntii är en fiskart som först beskrevs av Hector, 1875.  Hypoplectrodes huntii ingår i släktet Hypoplectrodes och familjen havsabborrfiskar. Inga underarter finns listade i Catalogue of Life.